# Espagne aux Jeux olympiques d'hiver de 2022
L'Espagne participe aux Jeux olympiques de 2022 à Pékin en Chine du 4 au 20 février 2022. Il s'agit de sa 21e participation à des Jeux d'hiver.

## Délégation

### Sportifs
Le Comité olympique espagnol annonce le 21 janvier 2022 sa sélection de quatorze sportifs pour les Jeux olympiques d'hiver de 2022. Neuf d'entre eux dépendent de la Real Federación Española de Deportes de Invierno (Fédération Royale Espagnole des Sports d'Hiver, RFEDI), les cinq autres sont issus de la Real Federación Española de Deportes de Hielo (Fédération Royale Espagnole des Sports de Glace, RFEDH). Les principales chances de médaille espagnoles sont les deux engagés en snowboard Lucas Eguibar et Queralt Castellet. Les athlètes de l'équipe d'Espagne participent aux épreuves suivantes : 
| Sport               | Hommes | Femmes | Total |
| ------------------- | ------ | ------ | ----- |
| Patinage artistique | 2      | 2      | 4     |
| Skeleton            | 1      | 0      | 1     |
| Ski acrobatique     | 2      | 0      | 2     |
| Ski alpin           | 2      | 1      | 3     |
| Ski de fond         | 2      | 0      | 2     |
| Snowboard           | 1      | 1      | 2     |
| Total               | 10     | 4      | 14    |

### Dirigeants sportifs et politiques
Alors qu'un « boycott diplomatique » des Jeux de Pékin en raison de la violation par la Chine des droits de l'homme concernant les Ouïghours au Xinjiang est évoqué par plusieurs pays, le gouvernement espagnol annonce ne s'y associer qu'en cas d'accord unanime des 27 pays de l'Union européenne (UE). Alors que ce boycott est effectif pour plusieurs anglo-saxons, les pays de l'UE adoptent des positions divergentes et l'Espagne décide d'envoyer une représentation institutionnelle conforme à ses usages passés pour un évènement sportif de cette importance. Ainsi, Miquel Iceta, ministre de la culture et des sports se déplace à Pékin en compagnie de son secrétaire général Víctor Francos et ils participent à la cérémonie d'ouverture. Présents jusqu'au 6 février, ils sont ensuite censés être relayés par José Manuel Franco, président du Conseil supérieur des Sports, entre le 7 et le 12 février. Franco, testé positif au SARS-Cov-2 avant son départ, est cependant contraint de rester en Espagne et de respecter une période d'isolement,,.
Alejandro Blanco, président du Comité olympique espagnol, est présent à Pékin accompagné de sa secrétaire générale Victoria Cabezas. Ils profitent de ces Jeux pour rencontrer leurs homologues bosniens dans l'optique d'une potentielle candidature de « Barcelone Pyrénées » associée à Sarajevo aux Jeux d'hiver de 2030,,.

## Cérémonies d'ouverture et de clôture
L'Espagne est la 31e délégation, après l'Arménie et avant le Liechtenstein, à entrer dans le stade national de Pékin au cours du défilé des nations durant la cérémonie d'ouverture. Pour la première fois aux Jeux olympiques d'hiver, le Comité international olympique autorise que les différentes délégations présentent deux porte-drapeau, une femme et un homme, pour la cérémonie d'ouverture,. Regino Hernández, snowboardeur médaillé de bronze aux Jeux olympiques de Pyeongchang, est initialement pressenti pour être le porte-drapeau masculin par la fédération espagnole des sports d'hiver mais il annonce arrêter sa carrière internationale en janvier 2022,. Le Comité olympique espagnol choisit Queralt Castellet et Ander Mirambell pour cette fonction.
Les délégations défilent mélangées lors de la cérémonie de clôture à la suite du passage de l'ensemble des porte-drapeaux des nations participantes. Le drapeau espagnol est porté cette fois par Adrià Díaz, qui a obtenu avec sa partenaire Olivia Smart le premier diplôme olympique espagnol en danse sur glace.

## Médaillés
| Sport     | Discipline       | Athlète(s)        | Performance  | Date       |
| --------- | ---------------- | ----------------- | ------------ | ---------- |
| Snowboard | Half-pipe femmes | Queralt Castellet | 90,25 points | 10 février |

## Résultats

### Patinage artistique
| Athlète                      | Épreuve         | Programme court Danse originale | Programme court Danse originale | Programme libre Danse libre | Programme libre Danse libre | Total  | Total |
| Athlète                      | Épreuve         | Points                          | Rang                            | Points                      | Rang                        | Points | Rang  |
| ---------------------------- | --------------- | ------------------------------- | ------------------------------- | --------------------------- | --------------------------- | ------ | ----- |
| Laura Barquero Marco Zandron | Couples         | 63,34                           | 11e                             | 118,02                      | 11e                         | 181,36 | 11e   |
| Olivia Smart Adrià Díaz      | Danse sur glace | 77,70                           | 9e                              | 121,41                      | 6e                          | 199,11 | 8e    |

### Skeleton
L'assignation des 25 quotas pour l'épreuve masculine de skeleton se fait sur la base d'un classement de la Fédération internationale de bobsleigh et de tobogganing concernant la saison 2021-2022, s'arrêtant au 16 janvier 2022 et limitant le nombre maximal de places à laquelle peut prétendre une nation. Ander Mirambell, 37e de ce classement, obtient pour l'Espagne le dernier quota disponible, quota qui lui revient.
L'épreuve de skeleton se déroule le 10 et le 11 février 2022 à raison de deux manches par jour. 23e de la première manche, il est 25e et dernier de la deuxième manche et 24e du classement général au terme de la première journée. Étant à nouveau classé au même rang à l'issue de la troisième manche, il ne peut participer à la dernière manche réservée aux 20 premiers. Il termine 24e au classement final,.
| Athlètes        | Épreuve | Course 1     | Course 1 | Course 2     | Course 2 | Course 3     | Course 3 | Course 4 | Course 4 | Total        | Total |
| Athlètes        | Épreuve | Temps        | Rang     | Temps        | Rang     | Temps        | Rang     | Temps    | Rang     | Temps        | Rang  |
| --------------- | ------- | ------------ | -------- | ------------ | -------- | ------------ | -------- | -------- | -------- | ------------ | ----- |
| Ander Mirambell | Hommes  | 1 min 2 s 45 | 23e      | 1 min 3 s 36 | 25e      | 1 min 2 s 34 | 24e      | Éliminé  | Éliminé  | 3 min 8 s 15 | 24e   |

### Ski acrobatique
Le système de qualification du ski acrobatique est établi par la Fédération internationale de ski (FIS) entre le 1er juillet 2019 ou le 1er juillet 2020 selon les disciplines et le 16 janvier 2022. Pour se qualifier, les athlètes doivent satisfaire aux critères d'éligibilité de base en matière d'âge, d'aptitude médicale, de points et avoir figuré au moins une fois dans les 30 premiers d'une manche de Coupe du monde de ski acrobatique durant la période de qualification ou des Championnats du monde de ski acrobatique 2021 pour être présents dans un classement établi par la FIS. Ce classement permet ensuite la distribution des quotas dans la limite de quatre au maximum par pays et par épreuve. Le slopestyle et le Big air disposent en outre d'un classement commun. L'Espagne dispose de deux quotas pour les épreuves masculines de slopestyle et de Big air. Ces quotas sont attribués à Javier Lliso et Thibault Magnin qui sont les premiers Espagnols à participer au slopestyle depuis son introduction aux Jeux olympiques d'hiver en 2014 et au Big air qui fait son entrée aux Jeux à l'occasion de l'édition 2022.
La qualification du Big air se déroule le 7 février. Le classement est établi sur la base des deux meilleurs des trois sauts réalisés par chaque athlète. Javier Lliso, quatrième du classement provisoire après son premier saut, obtient après son troisième essai 170,75 points, ce qui lui permet d'être neuvième et d'être qualifié pour la finale rassemblant les douze meilleurs. Thibault Magnin, qui rate ses réceptions sur ses deux premières tentatives, est lui 28e avec 79,75 points et est donc éliminé. Lors de la finale disputée le 9 février, Lliso atteint 171,50 points en addition de ses deuxième et troisième tentatives et se classe sixième à 9,5 points du podium. Il remporte ainsi un diplôme olympique qui est alors le dixième de l'Espagne dans l'histoire des Jeux olympiques d'hiver.
Le 15 février, Lliso et Magnin entrent en lice lors des qualifications du slopestyle. Chaque concurrent dispose de deux tentatives pour effectuer son parcours, seul l'essai le mieux noté compte pour établir le classement. Lliso échoue dans son premier passage et réussit 69,16 points ensuite, ce qui le classe en 14e position. Magnin rate ses deux tentatives et se classe 29e et dernier. La finale étant réservée aux douze premiers, les deux Espagnols sont éliminés.
| Athlète         | Épreuve | Qualification | Qualification | Qualification | Qualification | Qualification | Finale   | Finale   | Finale   | Finale   | Finale  |
| Athlète         | Épreuve | Course 1      | Course 2      | Course 3      | Meilleur      | Rang          | Course 1 | Course 2 | Course 3 | Meilleur | Rang    |
| --------------- | ------- | ------------- | ------------- | ------------- | ------------- | ------------- | -------- | -------- | -------- | -------- | ------- |
| Javier Lliso    | Hommes  | 90,25         | 80,50         | 79,50         | 170,75        | 9e            | 51,25    | 89,00    | 82,50    | 171,50   | 6e      |
| Thibault Magnin | Hommes  | 41,25         | 21,75         | 38,50         | 79,75         | 28e           | Éliminé  | Éliminé  | Éliminé  | Éliminé  | Éliminé |

| Athlète         | Épreuve | Qualification | Qualification | Qualification | Qualification | Finale   | Finale   | Finale   | Finale   | Finale  |
| Athlète         | Épreuve | Course 1      | Course 2      | Meilleur      | Rang          | Course 1 | Course 2 | Course 3 | Meilleur | Rang    |
| --------------- | ------- | ------------- | ------------- | ------------- | ------------- | -------- | -------- | -------- | -------- | ------- |
| Javier Lliso    | Hommes  | 21,95         | 69,16         | 69,16         | 14e           | Éliminé  | Éliminé  | Éliminé  | Éliminé  | Éliminé |
| Thibault Magnin | Hommes  | 33,06         | 14,78         | 33,06         | 29e           | Éliminé  | Éliminé  | Éliminé  | Éliminé  | Éliminé |

### Ski alpin
Le système de qualification du ski alpin est établi par la FIS entre le 1er juillet 2019 et le 16 janvier 2022. Pour se qualifier, une nation doit avoir au moins un athlète répondant aux critères d'éligibilité de base en matière d'âge, d'aptitude médicale et de points pour figurer dans le classement établi par la FIS. Une fois les quotas olympiques attribués, les comités olympiques nationaux les répartissent parmi leurs athlètes éligibles. L'Espagne dispose de trois quotas pour les épreuves de ski alpin, deux pour les hommes et un pour les femmes. Ces quotas sont attribués à Adur Etxezarreta, Joaquim Salarich et Núria Pau.
Núria Pau dispute le 7 février le slalom géant et est porteuse du dossard numéro 48. Quarantième de la première manche à 6 secondes 63 centièmes de la Suédoise Sara Hector, elle chute à cinq portes de l'arrivée de la deuxième manche et abandonne. Elle se satisfait d'avoir « tout donné » à l'issue de la course,.
Adur Etxezarreta participe à la descente puis au super G. Concernant la descente, il se distingue lors des entraînements qu'il termine en deuxième et septième position. Il aurait cependant été exposé à une disqualification si les règlements de la compétition avaient été appliqués lors de ces entraînements,. Porteur du dossard numéro 32, il se classe 17e de la course qui se déroule le 7 février. Ce résultat est le meilleur pour un Espagnol dans cette discipline aux Jeux olympiques, la précédente performance datant de 1980 avec une 27e place pour Francisco Fernández Ochoa. Sur le super G qui a lieu le lendemain, Etxezarreta, parti en 42e position, fait une faute et manque le passage d'une porte, ce qui provoque son abandon. Il tire un bilan positif de ses Jeux grâce à sa prestation en descente : « j'ai eu un très bon résultat et j'ai skié à un haut niveau en côtoyant les meilleurs ».
Joaquim Salarich entre en lice le 16 février à l'occasion du slalom. Alors qu'il dispute la meilleure saison de sa carrière, il annonce avant la course être content s'il termine dans les quinze premiers tout en ayant des ambitions plus élevées. S'élançant en première manche avec le dossard 29, il passe au premier intermédiaire avec le troisième temps des engagés, soit 21 centièmes de seconde d'avance sur l'Autrichien Johannes Strolz qui gagne cette manche. Il commet ensuite une faute d'intérieur, sort de la piste ce qui le contraint à l'abandon. Il fait partie des 36 skieurs sur 88 partants à ne pas terminer cette première manche et à être éliminés. Salarich se désole de ne pas avoir pu finir la course tout en soulignant que sa prestation jusqu'à sa sortie « était bonne », justifiant cela par son temps intermédiaire.
| Athlète          | Épreuve             | 1re manche   | 1re manche  | 2e manche   | 2e manche   | Total         | Total   |
| Athlète          | Épreuve             | Temps        | Rang        | Temps       | Rang        | Temps         | Rang    |
| ---------------- | ------------------- | ------------ | ----------- | ----------- | ----------- | ------------- | ------- |
| Joaquim Salarich | Slalom hommes       | Abandon      | Abandon     | Éliminé     | Éliminé     | Éliminé       | Éliminé |
| Adur Etxezarreta | Super G hommes      | Non disputé  | Non disputé | Non disputé | Non disputé | Abandon       | Abandon |
| Adur Etxezarreta | Descente hommes     | Non disputé  | Non disputé | Non disputé | Non disputé | 1 min 44 s 12 | 17e     |
| Núria Pau        | Slalom géant femmes | 1 min 4 s 19 | 40e         | Abandon     | Abandon     | Abandon       | Abandon |

### Ski de fond
L'Espagne dispose théoriquement de quatre quotas pour les épreuves de ski de fond, un pour les femmes et trois pour les hommes, et décide d'utiliser deux des quotas masculins. Les sélectionnés sont Imanol Rojo pour les épreuves de distance (15 kilomètres, skiathlon et 50 kilomètres) ainsi que Jaume Pueyo en sprint disputé en style libre.
Pueyo dispute son épreuve le 8 février. 37e des qualifications en 2 min 55 s 76, il est éliminé, seuls les 30 premiers pouvant disputer la phase finale. L'écart entre Pueyo et le dernier qualifié est de 1 s 32. Il n'atteint pas son objectif de disputer les phases finales mais améliore de plus de 20 places le meilleur classement obtenu par un Espagnol sur cette épreuve, auparavant la propriété d'Imanol Rojo en 2014,.
Rojo dispute sa première épreuve le 6 février. Lors du skiathlon, il est tout d'abord 26e à l'issue des 15 kilomètres en style classique et 21e à l'arrivée après les 15 derniers kilomètres disputés en style libre. 49e de cette épreuve en 2018, ce résultat montre une progression de l'athlète qui se montre « très content » de ce résultat salué par le Comité olympique espagnol. Le 11 février, Rojo est 39e du 15 kilomètres disputé en style classique à plus de 3 minutes du vainqueur finlandais Iivo Niskanen. À l'issue de la course, il confie que le 50 kilomètres du 19 février est son principal objectif lors de ces Jeux olympiques. Sur cette épreuve disputée en style libre, il souhaite faire mieux que la 19e place de Juan Jesús Gutiérrez en 1992 et 1994. En raison de conditions météorologiques marquées par un vent violent, la course est réduite de 50 km à 28.4 km. Rojo, qui regrette cette réduction de distance, est à la lutte pour une place parmi les 20 premiers. 17e à moins de 5 kilomètres de l'arrivée, il se classe finalement 21e à l'arrivée à plus de 3 minutes du vainqueur russe Alexander Bolshunov. L'Espagnol se déclare satisfait sur ces Jeux d'avoir amélioré ses classements par rapport à l'édition 2018.
| Athlète     | Épreuve                   | Classique     | Classique   | Libre       | Libre       | Total             | Total |
| Athlète     | Épreuve                   | Temps         | Rang        | Temps       | Rang        | Temps             | Rang  |
| ----------- | ------------------------- | ------------- | ----------- | ----------- | ----------- | ----------------- | ----- |
| Imanol Rojo | Skiathlon (15 km + 15 km) | 41 min 37 s 7 | 26e         | 38 min 54 s | 15e         | 1 h 21 min 9 s 2  | 21e   |
| Imanol Rojo | 15 km classique           | Non disputé   | Non disputé | Non disputé | Non disputé | 41 min 24 s 2     | 39e   |
| Imanol Rojo | 50 km libre 30 km libre   | Non disputé   | Non disputé | Non disputé | Non disputé | 1 h 14 min 50 s 5 | 21e   |

| Athlète     | Épreuve           | Qualification | Qualification | Quart de finale | Quart de finale | Demi-finale | Demi-finale | Finale  | Finale  |
| Athlète     | Épreuve           | Temps         | Rang          | Temps           | Rang            | Temps       | Rang        | Temps   | Rang    |
| ----------- | ----------------- | ------------- | ------------- | --------------- | --------------- | ----------- | ----------- | ------- | ------- |
| Jaume Pueyo | Individuel hommes | 2 min 55 s 76 | 37e           | Éliminé         | Éliminé         | Éliminé     | Éliminé     | Éliminé | Éliminé |

### Snowboard
Le système de qualification pour les épreuves de snowboard est établi par la FIS entre le 1er juillet 2019 ou le 1er juillet 2020 selon les disciplines. Pour se qualifier, une nation doit avoir au moins un athlète répondant aux critères d'éligibilité de base en matière d'âge, d'aptitude médicale, de points et avoir figuré au moins une fois dans les 30 premiers d'une manche de Coupe du monde durant la période de qualification ou des championnats du monde 2021 pour être présents dans le classement établi par la FIS Au terme de cette période, l'Espagne obtient deux quotas, un chez les hommes en snowboard cross et un chez les femmes en half-pipe. Ceux-ci sont attribués à Lucas Eguibar et Queralt Castellet, respectivement médaillés d'or et de bronze dans leurs disciplines respectives lors des championnats du monde 2021.
Castellet commence les qualifications du half-pipe le 9 février. Son premier run lui permet d'obtenir la quatrième place des qualifications avec un total de 78.75 points. Elle n'améliore pas son score lors de son deuxième run mais conserve sa quatrième place et elle fait ainsi partie des 12 finalistes. Lors de la finale disputée le lendemain, le classement s'effectue sur la base du meilleur run pour chacune des concurrentes qui dispose de trois tentatives. Le deuxième essai de Castellet lui permet d'obtenir un total de 90.25 points et de passer deuxième du classement derrière l'Américaine Chloe Kim. La dernière tentative ne modifie pas le podium et Castellet est ainsi médaillée d'argent, remportant la cinquième médaille espagnole dans des Jeux olympiques d'hiver,. Cette médaille est récompensée par l'état espagnol d'une prime de 60 000 euros.
La compétition de cross de Lucas Eguibar a lieu le 10 février. Gêné au cours de la saison par des douleurs dorsales, il vise une médaille. Lors des qualifications, les athlètes effectuent le parcours individuellement, le classement qui en est issu sert de base à la répartition des coureurs pour les huitièmes de finale à raison de quatre par série. Jusqu'à la finale, les deux premiers de chaque manche se qualifient pour le tour suivant, les deux derniers sont éliminés. Eguibar, tout d'abord 21e des qualifications, termine deuxième de son huitième de finale et fait de même en quart de finale. Lors de sa demi-finale, il prend le plus mauvais départ de sa série et n'arrive pas à progresser durant la course. Éliminé de la course aux médailles, il participe à la finale pour la cinquième place. Troisième de la course où il chute, il est septième du classement final, rééditant son résultat de 2014, et obtient un diplôme olympique, le onzième de l'histoire de son pays aux Jeux d'hiver. Il considère avoir été « à la hauteur » en rappelant les difficultés qu'il a eues en préparation de ces Jeux olympiques.
| Athlète           | Épreuve | Qualification | Qualification | Qualification | Qualification | Finale   | Finale   | Finale   | Finale   | Finale                             |
| Athlète           | Épreuve | Course 1      | Course 2      | Meilleur      | Rang          | Course 1 | Course 2 | Course 3 | Meilleur | Rang                               |
| ----------------- | ------- | ------------- | ------------- | ------------- | ------------- | -------- | -------- | -------- | -------- | ---------------------------------- |
| Queralt Castellet | Femmes, | 78,75         | 49,50         | 78,75         | 4e            | 69,25    | 90,25    | 78,25    | 90,25    | Médaille d'argent, Jeux olympiques |

| Athlète       | Épreuve | Qualification | Qualification | Huitième de finale | Quart de finale | Demi-finale | Finale A Finale B | Classement final |
| Athlète       | Épreuve | Temps         | Rang          | Rang               | Rang            | Rang        | Rang              | Classement final |
| ------------- | ------- | ------------- | ------------- | ------------------ | --------------- | ----------- | ----------------- | ---------------- |
| Lucas Eguibar | Hommes  | 1 min 18 s 73 | 21e           | 2e                 | 2e              | 4e          | 3e                | 7e               |

## Bilan
Avec une médaille d'argent pour Queralt Castellet, l'Espagne termine ces Jeux olympiques à la 25e place du tableau des médailles. May Peus, président de la RFEDI, met en avant la médaille et les résultats positifs d'ensemble des sportifs dépendant de sa fédération, soulignant que c'est la première fois que l'Espagne remporte au moins une médaille lors de deux éditions consécutives des Jeux olympiques d'hiver. Selon lui, ces résultats valident le travail de sa fédération et le soutien de certaines entreprises privées devenues sponsors des athlètes. Alejandro Blanco, président du Comité olympique espagnol, salue le travail de la RFEDI et fait de même concernant la RFEDH. Il souhaite se servir de la « bonne participation » espagnole à ces Jeux comme base de travail en vue de faire de l'Espagne un pays qui compte lors des Jeux d'hiver à « moyen terme ».
Plusieurs titres de presse sportive espagnole mettent également en avant le bilan positif de la délégation, soulignant la médaille mais également l'obtention de trois diplômes olympiques (certificat reçu par les 8 premiers de chaque épreuve) pour quatre athlètes, ce qui constitue un record pour un pays en manque d'infrastructures permettant de pratiquer ces disciplines. L'ensemble des performances des différents athlètes, que ce soit dans les sports de neige ou de glace, permet d'envisager une progression pour les prochaines éditions des Jeux olympiques d'hiver, progression qui serait majorée dans l'éventualité d'une organisation par Barcelone des Jeux de 2030,. Queralt Castellet souligne également le déficit espagnol en matière d'équipements de sports d'hiver en s'appuyant sur son exemple et fait un lien entre un développement dans ce domaine et une amélioration des résultats des sportifs espagnols.